# 长田乡 (开江县)
长田乡，是中华人民共和国四川省达州市开江县曾经下辖的一个乡。2019年12月18日，撤销天师镇、长田乡，将原天师镇和原长田乡所属行政区域划归回龙镇管辖。

## 行政区划
长田乡撤销前下辖以下地区：
长田社区、庙子岭村、长田村、白鹤寺村、盘石村、朱家坪村和岩门子村。